# Othmar Müller
Othmar Müller (* 29. Mai 1963 in Wien) ist ein österreichischer Cellist und Gründungsmitglied des Artis-Quartett Wien.

## Leben
Müller wurde als drittes Kind des Musikkritikers und Komponisten Herbert Müller geboren. Er erhielt seinen ersten Instrumentalunterricht im Alter von fünf Jahren am Konservatorium der Stadt Wien, von 1977 bis 1984 studierte er bei Valentin Erben an der Wiener Musikhochschule.
1980 wurde er Cellist des Artis-Quartett Wien. 1982 und 1983 war er Mitglied des ORF Symphonie Orchester, von 1982 bis 1984 war er außerdem Solocellist des Wiener Kammerorchesters. Seit dem Studienjahr 1984/85 in Cincinnati beim LaSalle Quartet ist er vollberuflich im Artis-Quartett tätig. Von 1993 bis 1998 und von 2007 bis 2009 leitete er die Kammermusikklasse der Musikhochschule Graz, Expositur Oberschützen. Seit 2008 ist Othmar Müller außerdem Leiter der Violoncelloklasse am Joseph-Haydn-Konservatorium des Landes Burgenland. Müller war und ist Dozent bei Kursen in den USA, Hong Kong, Deutschland, Österreich und beim Casals-Festival Prades.

## CDs
- Zemlinsky: Cello Sonate; 3 Stücke für Cello und Klavier; Trio für Klarinette, Cello und Klavier (Naxos)
- J. Haydn: Cellokonzerte (Camerata)
- Cellomusik des Fin de Siècle in Wien. Sonaten von Müller-Hermann, Anton Webern und Karl Weigl (Camerata)
- Richard Rössler: Klavier-Kammermusik Vol. I (Camerata)
- Richard Rössler: Klavier-Kammermusik Vol. II (Camerata)
- Trios für Flöte, Cello und Klavier von Carl Maria von Weber und Joseph Haydn (Nimbus)